# Consejo Misionero Internacional
El Consejo Misionero Internacional o CMI (en inglés: International Missionary Council o IMC)  fue una organización Misionera (Cristiana) Protestante fundada en 1921, la cual en 1961, se fusionó con el Consejo Mundial de Iglesias, convirtiéndose así en la división del consejo encargada de la Misión Mundial y el Evangelismo.

## Historia
Un comité de continuación fue establecido siguiendo la Conferencia Misionera Mundial de 1910 llevada a cabo en Edimburgo, la cual culminó con la creación del Consejo Misionero Internacional en 1910 en Londres. Como la conferencia de Edimburgo, fue creado para continuar los esfuerzos ecuménicos hacia la Misión Cristiana a través de una serie de reuniones:
- 1928 en Jerusalén
- 1938 en Tambaram (cerca de Madras, India)
- 1947 en Whitby, Canadá
- 1952 en Willingen, Alemania
- 1958 en Achimota (cerca de Accra, Ghana)
- 1961 en Nueva Delhi

Fue en la reunión final de 1961 cuando el CMI fue integrado a la Comisión de Misión Mundial y Evangelismo del Consejo Mundial de Iglesias, formando la división encargada de la Misión Mundial y el Evangelismo.

## Archivo
Los archivos del CMI están en el Consejo Mundial de Iglesias en Ginebra. Copias de microfichas pueden ser encontradas en varias bibliotecas.
En la Biblioteca de la Universidad de Yale:
- Part 1: Early History and Committees
- Part 2: Staff and Officers Correspondence
- Part 3: Program Documentation
- Part 4: Research and Study Program
- Part 5: Country Files: Europe
- Part 6: Country Files: Asia

En la Biblioteca Burkle de la Universidad de Columbia:
- MRL12: International Missionary Council records, 1913-1962